# Sumbersalam
Sumbersalam is een bestuurslaag in het regentschap Bondowoso van de provincie Oost-Java, Indonesië. Sumbersalam telt 3756 inwoners (volkstelling 2010).